# Франк, Герман
Герман Франк (нем. Herman Frank; 20 января 1959, Эрланген, ФРГ) — немецкий музыкант, гитарист, продюсер, в основном известен своим участием в рок-группе Accept.

## Биография
Герман Франк родился в Эрлангене. Начал заниматься музыкой в детском саду, освоив флейту. Во время обучения в гимназии в течение 10 лет играл на скрипке. В 15-летнем возрасте с двумя друзьями решил создать школьную группу. Один из друзей играл на барабанах, и по словам Франка, второму он сказал «Ладно, я буду учиться играть на гитаре, а ты играй на басу». Музыкант сказал, что до сих пор не может сказать, почему он выбрал именно гитару. Первые уроки в течение двух недель ему давал старший брат. Со школьной группой мало что получилось, но музыкант продолжил осваивать гитару. Являясь большим поклонником Теда Ньюджента, Герман Франк начал подражать ему и попытался полностью сыграть только что вышедший альбом  «Double Live Gonzo». Затем Герман Франк услышал первый альбом Van Halen, и оказался под влиянием Эдди ван Халена. 
Первой группой Германа Франка стал Accept, куда он пришёл по объявлению после окончания записи альбома Restless and Wild. Он был принят в группу как сессионный музыкант на время гастролей, и после записи следующего альбома Balls to the Wall покинул Accept. В 1983 году Франк создал собственную группу Hazzard, которая выпустила один альбом, не имевший особого успеха и в 1985 году гитарист присоединился к Sinner, с которой записал один альбом. В 1986 году Герман Франк перешёл в группу Victory, где начал играть важную роль в творчестве группы и с которой достиг немалого успеха как в Европе, так и в США. В 1993 году группа распалась. В 1994 году Франк создал группу Moon’Doc, которая в период до 2002 года выпустила четыре полноформатных альбома, не имевших особого успеха. В 2003 году музыкант вновь присоединился к Victory, выпустив три альбома, последний из которых вышел в 2011 году. 
В 2005 году Герман Франк участвовал в коротком воссоединении Accept в его классическом составе и принял участие в непродолжительном гастрольном туре. В 2009 году Франк записал свой первый сольный альбом. В 2010 году Франк был приглашён в Accept, который был возрождён Хоффманном и Балтесом. С Accept Герман Франк записал три альбома, и в декабре 2014 покинул группу вместе с барабанщиком Штефаном Шварцманном. Для Германа Франка причиной ухода стала невозможность реализации творческого потенциала в Accept, где все песни писали Хоффманн и Балтес, и, как следствие, невозможность заработка на авторских отчислениях. Хоффманн это подтверждает, тем не менее указывая на то, что в Accept всегда было так, а с Франком после воссоединения ежегодно подписывался только годовой контракт.
Вместе с барабанщиком Штефаном Шварцманном Франк создал группу Panzer, которая выпустила один альбом, но после его выхода Франк покинул группу из-за разногласий с басистом и вокалистом Марселем Шримером. В 2016 году Герман Франк выпустил свой третий альбом. 
Герман Франк также является продюсером. Он продюсирует собственные альбомы, был продюсером на альбомах Moon’Doc и трёх альбомах Victory. Кроме них, он продюсировал релизы групп Saxon, Molly Hatchet и многих других, менее известных групп. 
На творчество Германа Франка оказали влияние такие гитаристы, как Ричи Блэкмор, Тед Ньюджент и Джон Сайкс, а в современности ему нравится творчество Стива Вая и Ули Джона Рота. Отвечая на вопрос, где бы он хотел играть, Герман Франк ответил, что «Я хотел бы стать одним из гитаристов в Iron Maiden», поскольку воспитывался и на них, и ему нравится быть не единственным гитаристом в группе. 
Постоянно живёт в Ганновере. Участвует также в группе Poison Sun, созданной им для его жены Мартины.

## Дискография

### В составе групп
Accept
- 1982 – Restless and Wild (указан как участник, но в записи не участвовал)
- 1983 – Balls to the Wall
- 2010 – Blood of the Nations
- 2012 – Stalingrad
- 2014 – Blind Rage

Hazzard
- 1983 – Hazzard

Sinner
- 1985 – Touch of Sin

The Element
- 1985 – Time[8]

Victory
- 1986 – Don't Get Mad ... Get Even
- 1987 – Hungry Hearts
- 1989 – Culture Killed the Native
- 1990 – Temples of Gold
- 1992 – You Bought It – You Name It
- 2003 – Instinct
- 2006 – Fuel to the Fire
- 2011 – Don't Talk Science

Moon'Doc
- 1995 – Moon'Doc
- 1996 – Get Mooned
- 2000 – Realm of Legends

Saeko
- 2004 – Above Heaven, Below Heaven

Thomsen
- 2009 – Let's Get Ruthless

Poison Sun
- 2010 – Virtual Sin

Panzer
- 2014 – Send Them All To Hell

### Сольные работы
- 2009 – Loyal to None
- 2012 – Right in the Guts
- 2016 – The Devil Rides Out
- 2019 – Fight The Fear
- 2021 - Two For A Lie